# Мезекская крепость
Мезекская крепость (болг. Мезешка крепост) — средневековая византийская крепость, построенная в XI—XII столетиях к западу от современного села Мезек в Болгарии, в 6 км юго-западнее Свиленграда и в 1 км от греческой границы. Сооружение расположено на вытянутой террасе у подножия самого северо-восточного хребта Родопов известного как Гората или Святая Марина. Она выполняла функции пограничной крепости и охраняла местность между реками Марица и Ардаса. Крепость находилась под контролем Византийской и Болгарской империй, пока не была завоевана турками-османами во второй половине XIV века .
Местные жители называют крепость «Калето» по названию холма, на котором она стоит. В 1968 году она была объявлена археологическим памятником культуры национального значения. Крепость имеет номер 273 в Реестре природоохранных территорий и природных заповедников в Болгарии. Крепость Мезек входит в число 100 туристических объектов Болгарии, составленных Болгарским туристическим союзом, и считается наиболее сохранившейся крепостью в восточных Родопских горах. Примерно в 600 м к востоку от сооружения находится гробница Мезек, крупнейший фракийский толос в Болгарии.

## Расположение и статус

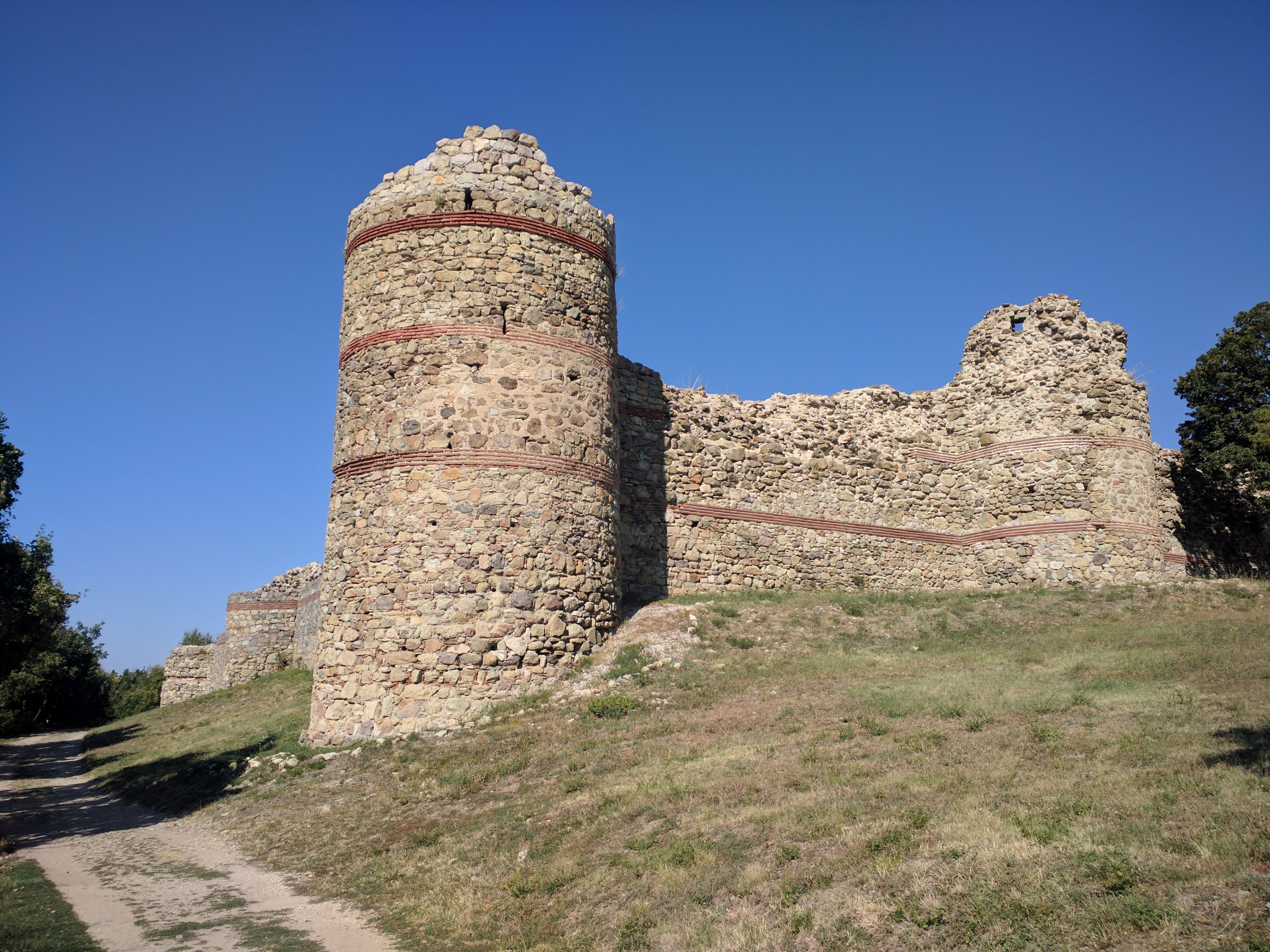
Юго-западный угол крепости

Крепость Мезек находится на высоте около 210 метров рядом с одноименным селом, юго-восточная Болгария. До нее легко добраться по автомагистрали «Марица», дороге первого класса I-8 и дороге второго класса II-80, а также по дороге в западной части Мезека, ведущей к близлежащей вершине Шейновец, где произошли первые боевые действия Первой Балканской войны 1912 года. Крепость стоит примерно в километре севернее греческой границы, о чем свидетельствует военный объект на месте самой восточной башни, построенной во времена холодной войны.
Он является частью природного памятника Калето, объявленного в 1976 году для защиты скальных образований и крепости .
В 1927 году крепость была объявлена национальным достоянием, а в 1968 году — памятником архитектуры. В 1973 и 2007 годах проводились реставрационные и консервационные работы. Здесь есть туристический информационный центр, предлагающий информацию и брошюры.

## История

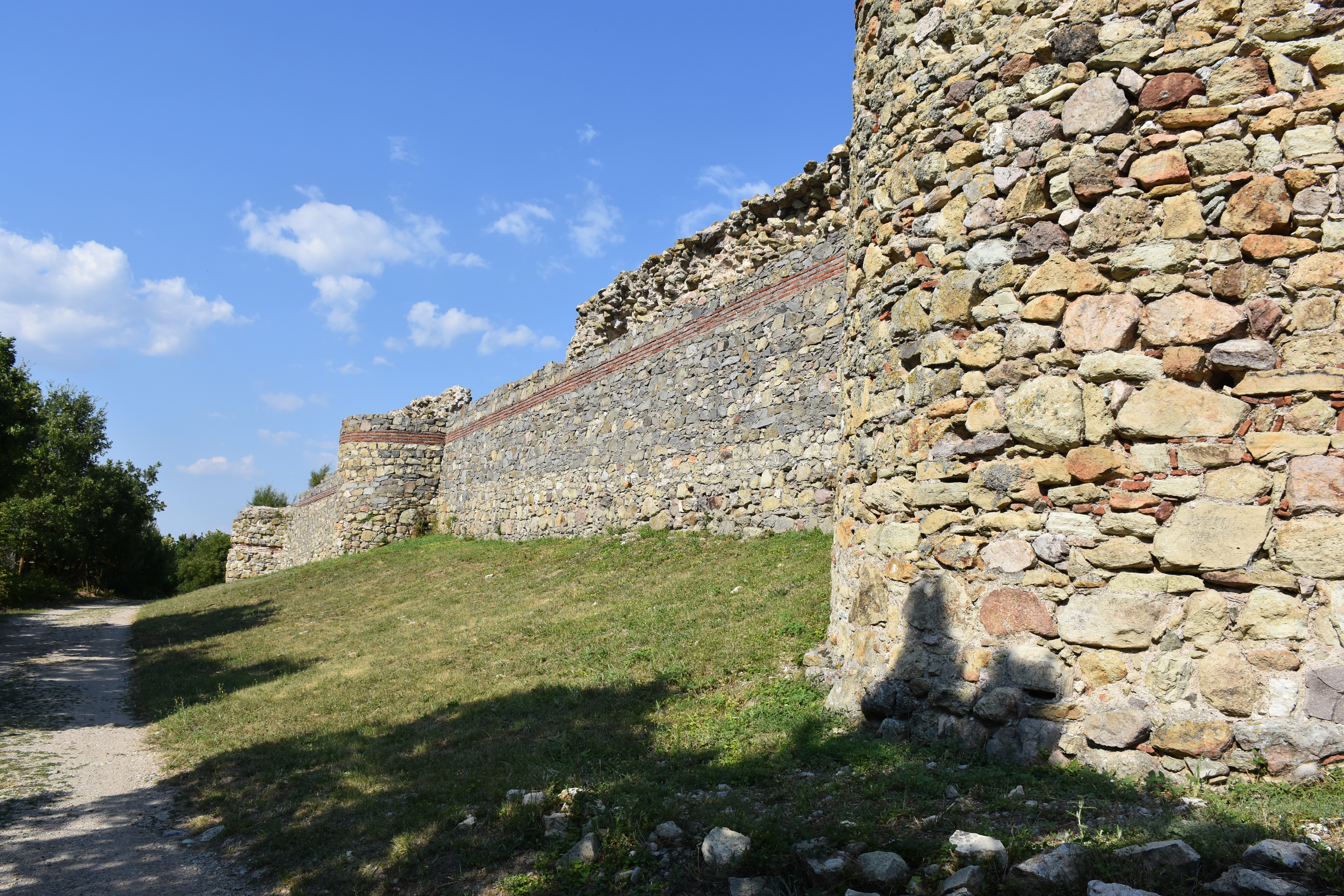
Южные стены

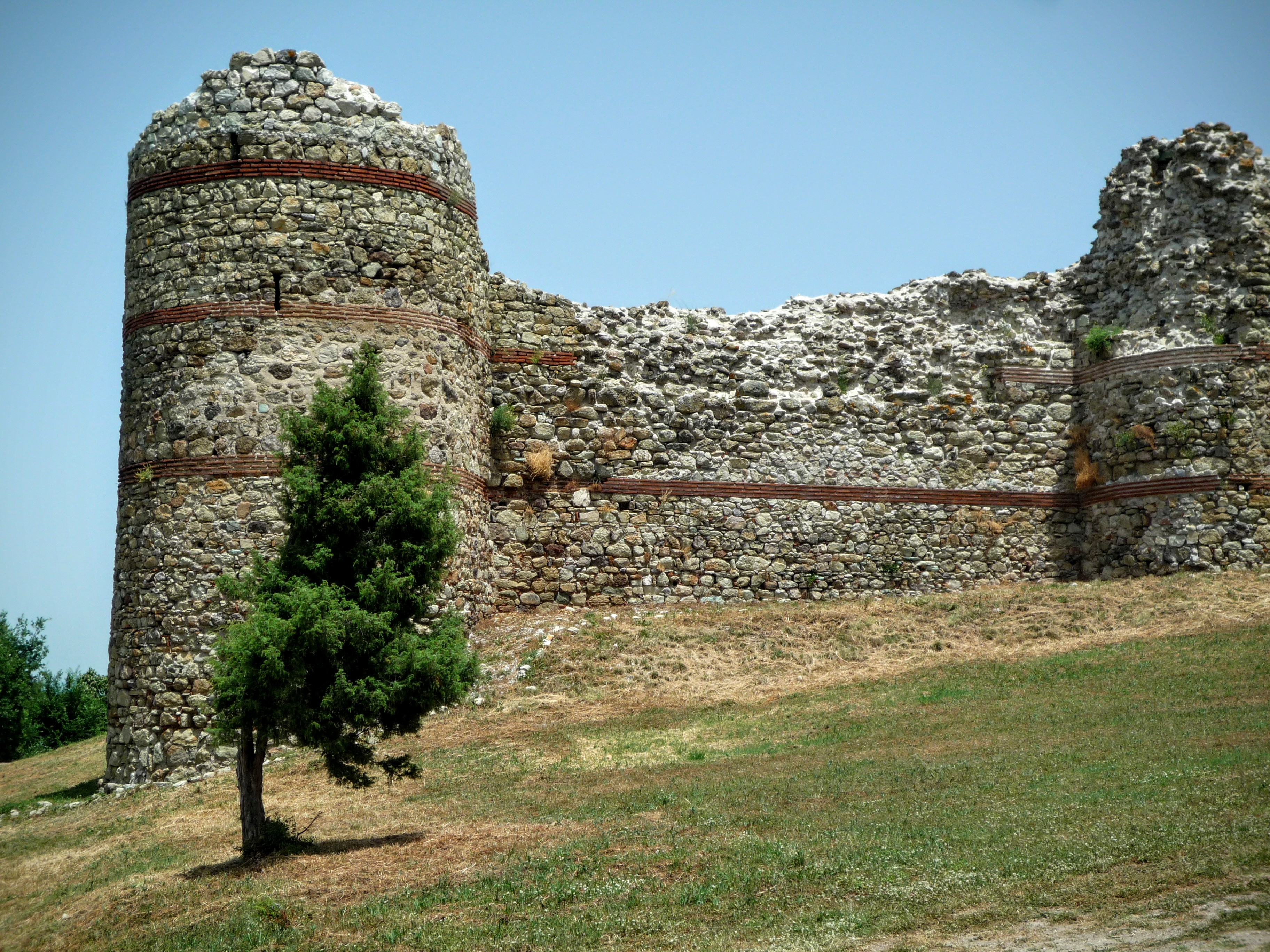
Западные стены

Неуцикон упоминается византийским летописцем Никитой Хониатом как место, где византийский император Исаак II Ангел подавил восстание своего кузена Константина Ангела Дукаса в 1193 году. Дукас был назначен губернатором Филиппополя и успешно боролся против болгарского восстания Асени и Петра, что привело к восстановлению Болгарской империи. В 1193 году Дукас объявил себя императором и двинулся на Константинополь, но прежде чем достичь Адрианополя, он был предан и захвачен в плен своими собственными людьми в Неуциконе, который находился на границе между епархиями Филиппополя и Адрианополя. По словам Хониата, этот поступок сильно воодушевил болгарских мятежников, которые опасались способностей Константина и предпочитали, чтобы неэффективный Исаак II остался на трон е.
Чешский историк Константин Иречек отождествил руины вблизи села Мезек с известной из письменных источников крепостью Неоцикон (греч. Νεούτζικον) на границе между средневековыми районами Пловдива и Эдирне. Первые археологические исследования крепости были проведены в 1930-х годах архитектором Александром Рашеновым, который провел раскопки, документирование системы укреплений и небольшие исследования интерьера. Рашенов задокументировал архитектурный памятник с подробным описанием, чертежами и фотографиями.
В 1983 году были проведены более масштабные археологические раскопки, которые прояснили план крепости, систему обороны и датировку. Было обнаружено множество керамических изделий XIII и XIV веков. Также были обнаружены два зернохранилища с обугленной пшеницей. На основании полученных данных строительство крепости датируется концом XI и началом XII века, вероятно, во время правления византийского императора Алексея I Комнина. Крепость действовала до падения региона под власть Османской империи.
Стены крепости охватывают площадь около 65 аров в форме неправильного четырехугольника, имеющего размеры 110×60 м. Толщина стенок крепости составляет от 1,90 до 2,50 м. Они укреплены круглыми башнями, выступающими более половины за пределы толщины стены. Вход в крепость в западной стене, на её северном конце. Зубчатые стены крепости оставались нетронутыми до 1900 года, когда часть сооружения была снесена османами, чтобы повторно использовать камни для строительства казарм в Свиленграде.